# Vulcani della Kamčatka
I vulcani della Kamchatka sono un grande gruppo di vulcani situati nella penisola di Kamchatka, nella Russia orientale. Il fiume Kamchatka e la circostante valle laterale centrale sono fiancheggiati da grandi cinture vulcaniche contenenti circa 160 vulcani, 29 dei quali ancora attivi e inclusi nei sei siti della lista del patrimonio dell'umanità dell'UNESCO. Per tale motivo la Kamchatka è nota anche come la «penisola di fuoco».

## Geografia

La penisola della Kamčatka

Il vulcano più alto, e nello stesso tempo il vulcano più grande dell'emisfero settentrionale, è il Klyuchevskaya Sopka (4.750 m), mentre il più sorprendente è il Kronotsky: ha un cono così perfetto tanto da essere indicato dai celebri vulcanologi Robert e Barbara Decker come un ottimo candidato per il vulcano più bello del mondo. Un po' più accessibili sono i tre vulcani visibili da Petropavlovsk-Kamchatsky: Koryaksky, Avachinsky e Kozelsky. Al centro della Kamchatka si trova la famosa valle dei geyser dell'Eurasia, in parte distrutta da una massiccia frana di fango nel giugno 2007.
A causa della fossa delle Curili, gli eventi sismici e gli tsunami sono abbastanza comuni. Un paio di terremoti di megasismi si verificarono al largo della costa il 16 ottobre 1737 e il 4 novembre 1952, rispettivamente di magnitudo di ~9,3 e 8,2. Una catena di terremoti più superficiali è stata registrata nell'aprile 2006.
Il 30 luglio 2025 un terremoto di magnitudo 8.8, uno dei più forti, ha colpito la Kamchatka, innescando uno tsunami con onde alte 4 metri e l'eruzione del vulcano Klyuchevskaya.
In questi siti vulcanici vivono alcuni microrganismi estremofili in grado di sopravvivere in ambienti estremamente caldi.

### Ključevskaja Sopka

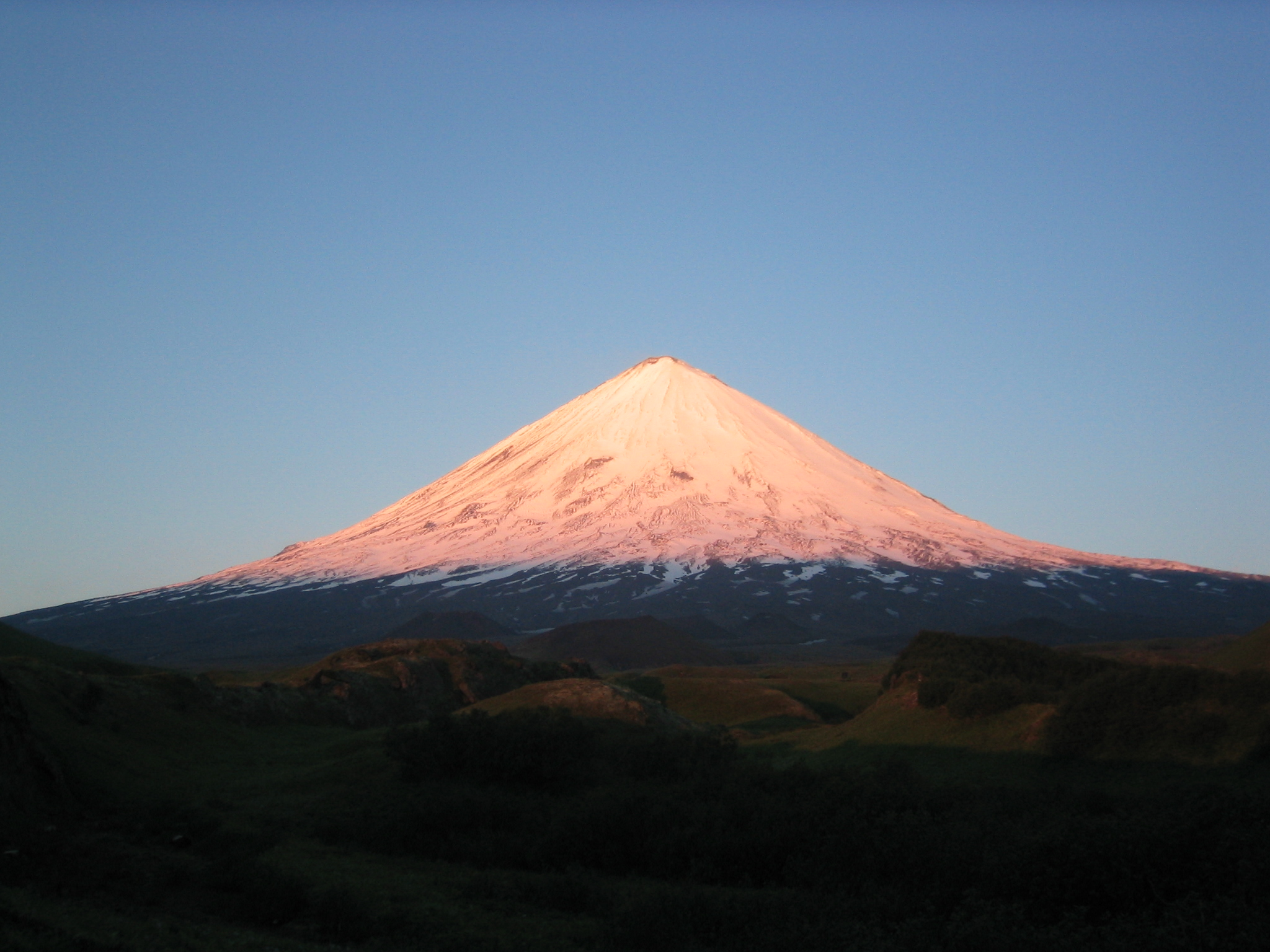
Il vulcano nel 2007

La Ključevskaja Sopka (in russo Ключевская Cопка?) è uno stratovulcano, la montagna più alta della penisola di Kamchatka e il vulcano attivo più alto dell'Eurasia. Il suo cono ripido e simmetrico torreggia a circa 100 chilometri dal mare di Bering. Fa parte dei vulcani naturali della Kamchatka, patrimonio mondiale dell'UNESCO.

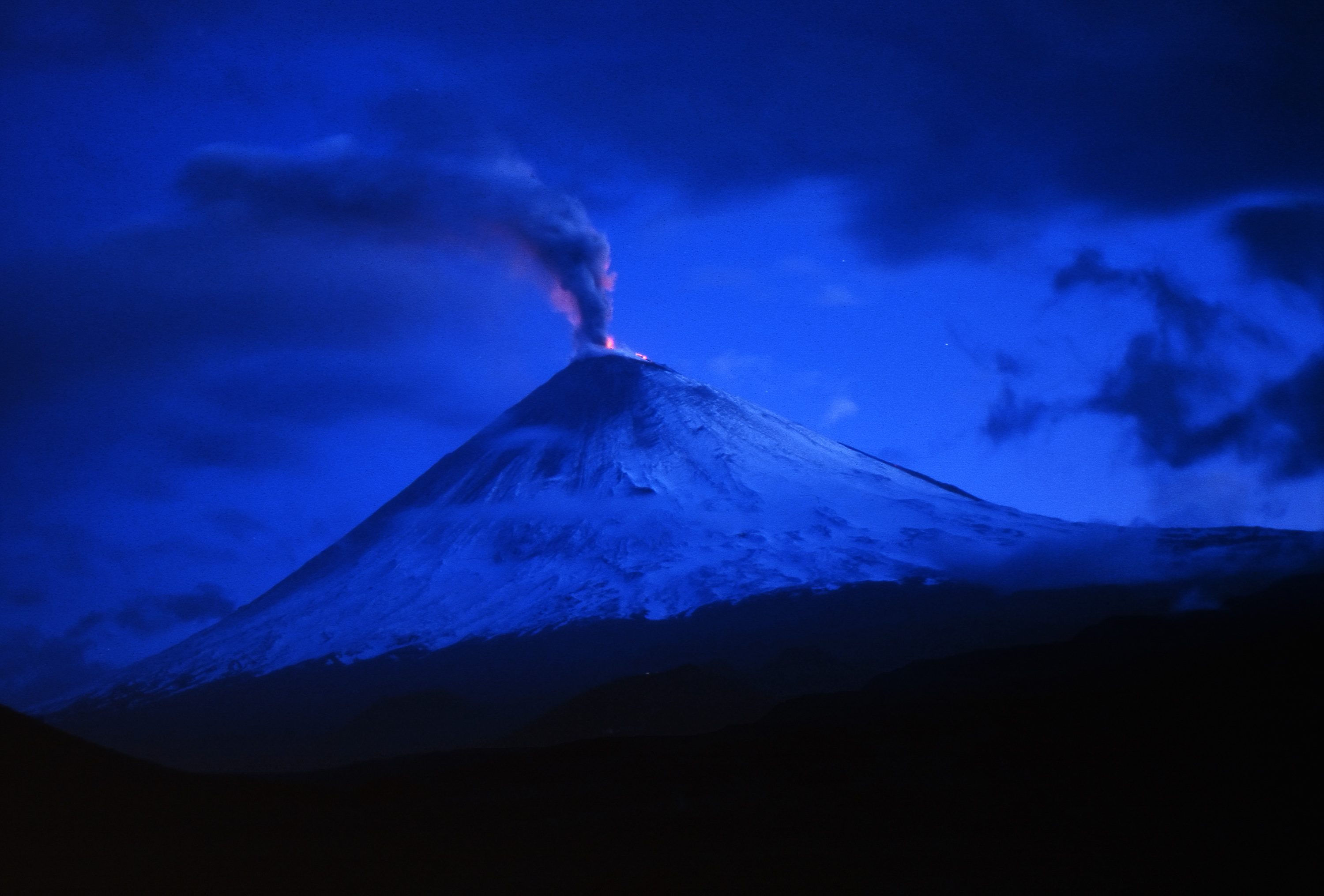
L'eruzione dell'estate 1993

Il vulcano iniziò a formarsi circa 6.000 anni fa. La sua prima eruzione della quale si ha testimonianza storica avvenne nel 1697, e da allora è stato quasi continuamente attivo, così come molti dei vulcani vicini.
La montagna fu scalata per la prima volta nel 1788 da Daniel Gauss e altri due membri della spedizione Billings. Nessun'altra ascesa fu registrata fino al 1931, quando diversi alpinisti furono uccisi dalla lava volante durante la discesa. 
Per alcuni popoli indigeni la Ključevskaja Sopka è sacra, essendo considerata il luogo in cui è stato creato il mondo.

### Kronockij
Il Kronockij (in russo Кроноцкая сопка, Kronockaja sopka) si trova in prossimità della costa orientale della penisola della Kamčatka, circondato dal lago Kronockij (il più grande della Kamčatka), a ovest, dal vulcano Krašeninnikov a sud-ovest, dal fiume Kronotskaja a sud-est e dalla catena vulcanica del Gamčen a nord-est.
Le sue pendici estremamente regolari gli conferiscono una forma pressoché perfetta di cono simmetrico, riscontrabile solamente nel Fuji in Giappone o nel Mayon nelle Filippine.

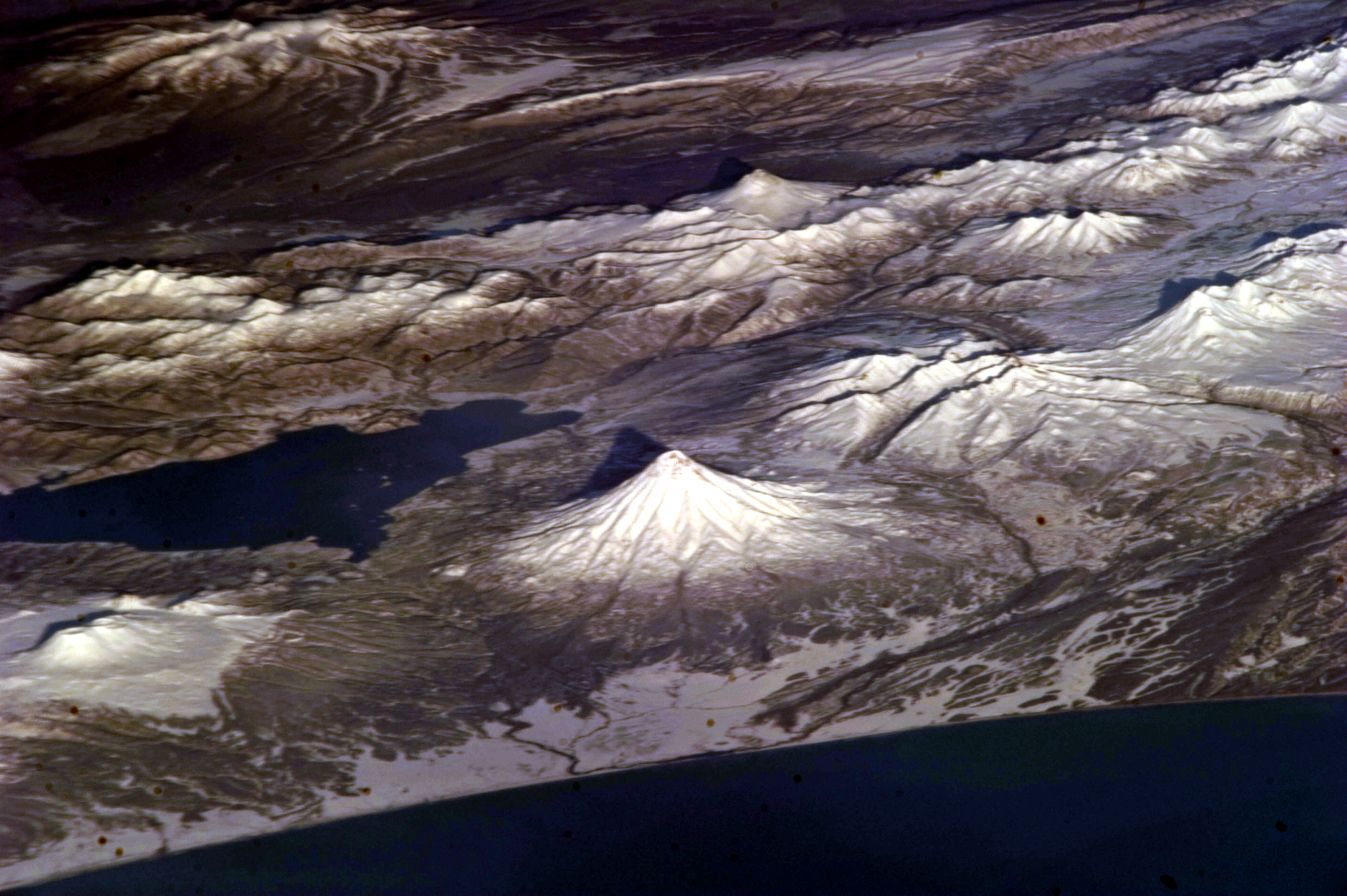
Il Kronockij visto dallo spazio

Il monte ha la forma di un cono simmetrico di 17 chilometri di diametro con pendici regolari intagliate da valli di duecento metri di profondità che formano un sistema idrografico radiale. Una di queste valli sul versante nord del vulcano è occupata fino a 900 metri di altezza da un ghiacciaio che ha origine dalla sommità del vulcano.. La sommità, che culmina a 3528 metri di altitudine, è formata da un collo vulcanico di andesite basaltica, roccia che si trova solamente su una piccola colata di lava, mentre il resto del vulcano è formato da basalto messo a nudo dall'erosione.

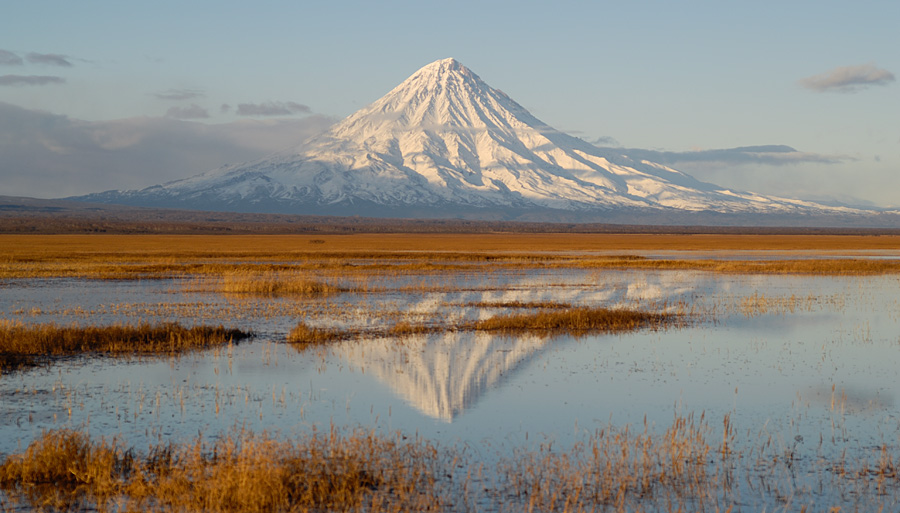
Il vulcano visto dal lago Kronockij.

Le due eruzioni conosciute con certezza grazie alle testimonianze dei cacciatori locali hanno avuto luogo nel novembre 1922 e nel febbraio 1923. La prima produsse delle esplosioni freatiche dall'indice di esplosività vulcanica di 2 sul fianco meridionale della montagna a 3150 metri di altitudine. Anche la seconda produsse esplosioni freatiche della stessa intensità, sulla sommità del vulcano e/o sul versante meridionale, a 3150 metri di altitudine.

### Shiveluch

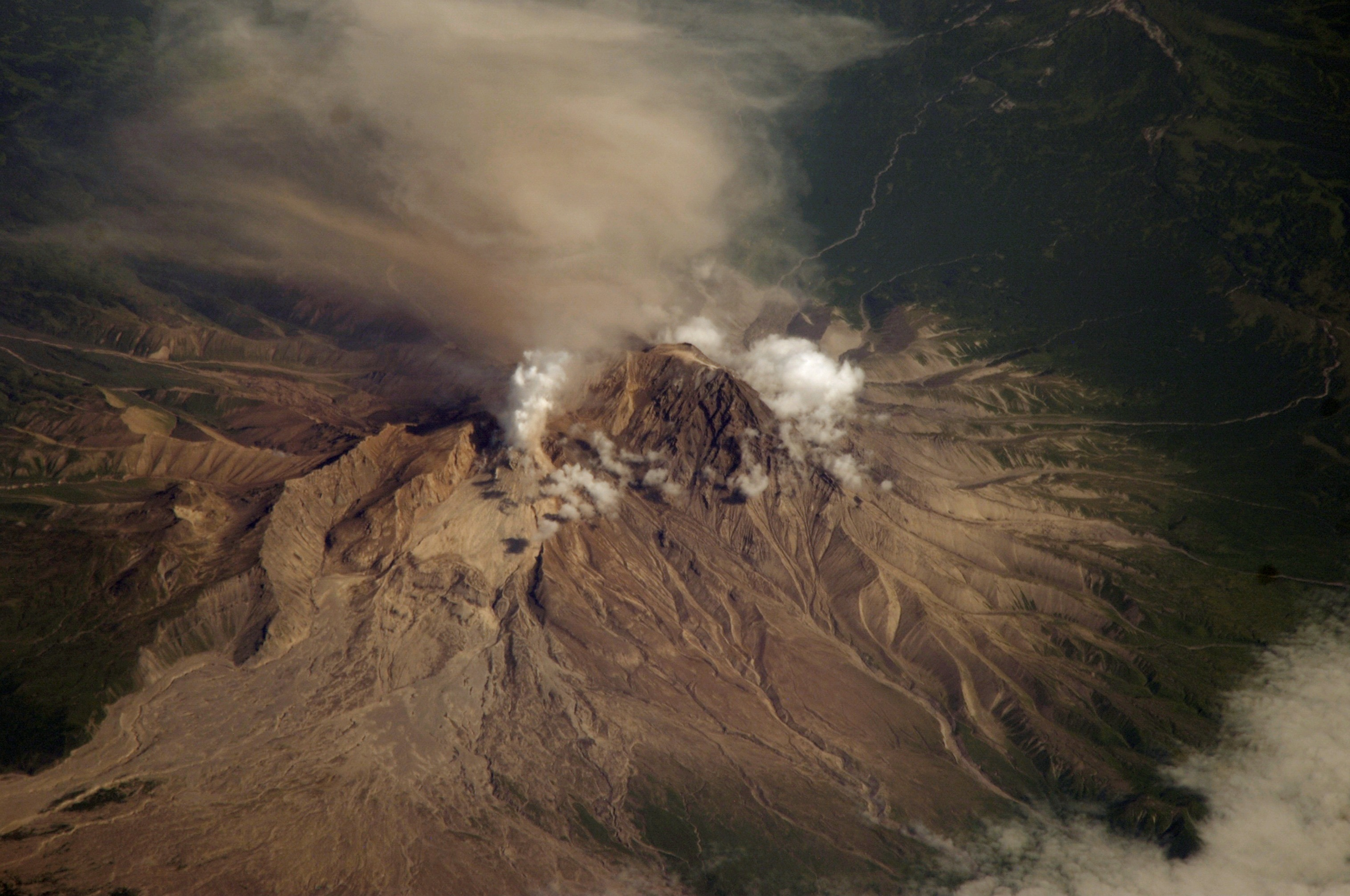
Eruzione del Šiveluč nel 2007

Lo Shiveluch (in russo: Шивелуч, IPA: [ʂɨˈvjeɫʊt͡ɕ]), chiamato anche Sheveluch (deriva dal nome "suelich" che significa "montagna fumante") è il vulcano attivo più settentrionale del Kraj di Kamchatka. Lo Shiveluch  e il Karymsky sono i vulcani più grandi, più attivi, più in continua eruzione della Kamchatka e uno dei più attivi del pianeta. Shiveluch erutta circa 0,015 km3 di magma all'anno, che provoca frequenti e grandi valanghe calde e formazioni di cupola di lava sulla sommità. Le emissioni di cenere vulcanica di questo vulcano spesso interrompono il traffico aereo che collega i continenti asiatico e nordamericano.

## Lista dei vulcani
Questa è una lista dei principali vulcani attivi e spenti della penisola della Kamčatka elencati da nord a sud.

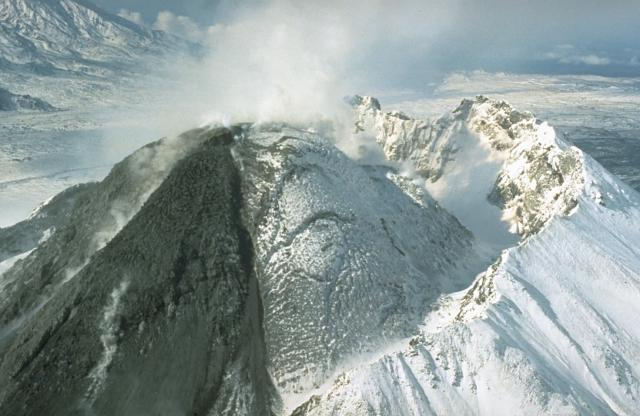
Eruzione del Bezymiannyj nel 1990 con colata di lava nera

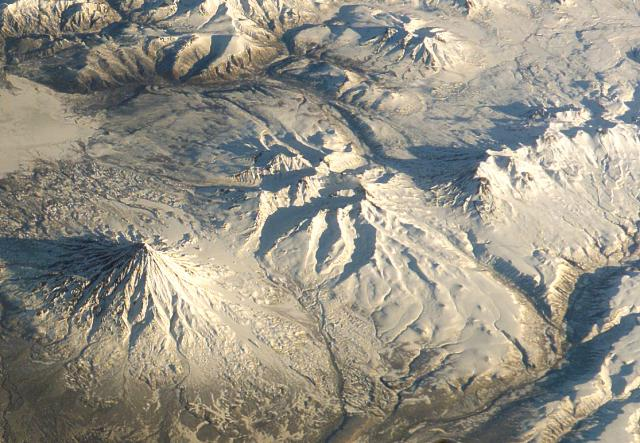
Vista dal satellite dello Schmidt e del Kronockij, quest'ultimo in basso a sinistra

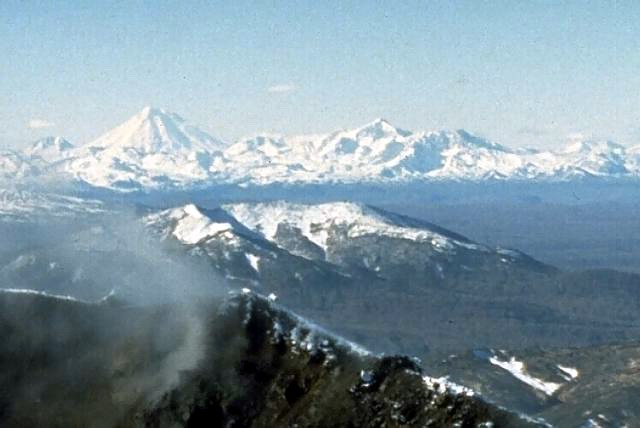
Il gruppo innevato del Dzenzur visto da NE dal cratere del Karymskij di cui si vede l'orlo del cratere in primo piano

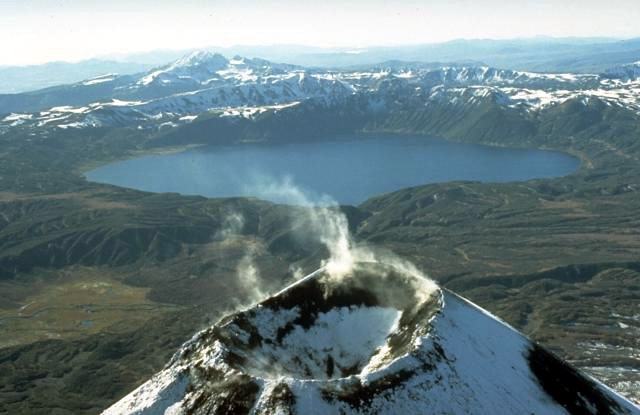
Cratere del Karymskij con sullo sfondo il lago Akademia

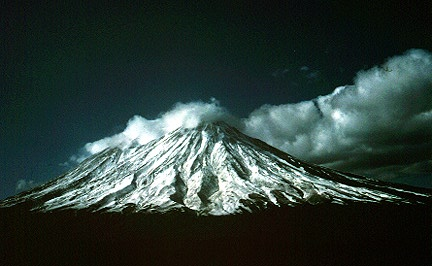
Il vulcano Korjakskij (3.456 m s.l.m.)

| Nome               | Altitudine | Altitudine | Posizione                    | Ultima eruzione       |
| Nome               | metri      | piedi      | Coordinate geografiche       | Ultima eruzione       |
| ------------------ | ---------- | ---------- | ---------------------------- | --------------------- |
| Iėttunup           | 1.340      | -          | 58°24′00″N 161°04′48″E       |                       |
| Vojampol'skij      | 1.225      | 4.019      | 58°22′12″N 160°37′12″E       |                       |
| Severnyj           | 1.936      | -          | 58°16′48″N 160°58′12″E       |                       |
| Snegovoj           | 2.169      | 7.116      | 58°12′00″N 160°58′12″E       |                       |
| Ostryj             | 2.552      | 8.373      | 58°10′48″N 160°49′12″E       |                       |
| Spokojnyj          | 2.171      | 8.373      | 58°10′48″N 160°49′12″E       |                       |
| Iktunup            | 2.300      | -          | 58°04′48″N 160°46′12″E       |                       |
| Snežnyj            | 2.169      | -          | 58°01′12″N 160°45′00″E       | Olocene               |
| Atlasova           | 1.764      | 5.787      | 58°01′12″N 160°45′00″E       | 3550 a.C.             |
| Belyj              | 2.080      | 6.824      | 57°52′48″N 160°31′48″E       |                       |
| Ploskij            | 1.255      | -          | 57°49′48″N 160°15′00″E       |                       |
| Kailenej           | 1.582      | -          | 57°48′00″N 160°40′12″E       |                       |
| Alngej             | 1.853      | 6.079      | 57°42′N 160°24′E             | Olocene?              |
| Uka                | 1.643      | -          | 57°42′00″N 160°34′48″E       |                       |
| Elovskij           | 1.381      | -          | 57°33′00″N 160°31′48″E       | ca. 7550 a.C.         |
| Meždusopočnyj      | 1.641      | 6.079      | 57°28′12″N 160°15′00″E       | Olocene?              |
| Šišel'             | 2.525      | -          | 57°27′00″N 160°22′12″E       | Olocene?              |
| Titila             | 1.559      | -          | 57°24′N 160°06′E             | 550 a.C.?             |
| Bliznecyj          | 265        | 869        | 57°21′00″N 161°22′12″E       | 1060 a.C. ± 40 anni   |
| Kinenin            | 583        | 1.913      | 57°21′00″N 160°58′12″E       | 850 ± 50 anni         |
| Gornyj Institut    | 2.125      | 6.972      | 57°19′48″N 160°12′00″E       | 1250?                 |
| Tuzovskij          | 1.533      | 5.029      | 57°19′12″N 159°58′12″E       | Olocene?              |
| Leutongej          | 1.333      | 4.373      | 57°18′00″N 159°49′48″E       | Olocene?              |
| Sedankinskij       | 1.241      | 4.071      | 57°16′12″N 160°04′48″E       | 7050 a.C. ± 1000 anni |
| Terpuk             | 765        | 2.510      | 57°12′00″N 159°49′48″E       | 800 a.C. ± 300 anni   |
| Fedotyč            | 965        | 3.166      | 57°04′48″N 160°14′24″E       | Olocene?              |
| Kėbenej            | 1.527      | 5.010      | 57°06′00″N 159°55′48″E       | Olocene?              |
| Bliznec            | 1.244      | 4.081      | 56°58′12″N 159°34′48″E       | Olocene?              |
| Zaozërnyj          | 1.349      | 4.426      | 56°52′48″N 159°34′12″E       | Olocene?              |
| Pograničnyj        | 1.426      | 4.682      | 56°51′N 159°48′E             | Olocene?              |
| Černyj             | 1.778      | 5.833      | 56°49′12″N 159°24′00″E       | Olocene?              |
| Alnej-Čašakondža   | 2.598      | 8.524      | 56°42′N 159°39′E             | 1600?                 |
| Šiveluč            | 3.283      | -          | 56°38′57.98″N 161°21′42.84″E | in eruzione           |
| Ėggella            | 1.046      | 3.432      | 56°34′12″N 158°18′36″E       | Olocene?              |
| Verchovoj          | 1.400      | 4.593      | 56°31′12″N 159°31′48″E       | Olocene?              |
| Kekurnyj           | 1.377      | 4.518      | 56°24′00″N 158°49′48″E       | Olocene?              |
| Krajnyj            | 1.554      | 5.098      | 56°22′12″N 159°01′48″E       | Olocene?              |
| Kulkev             | 915        | 3.002      | 56°22′12″N 158°22′12″E       | Olocene?              |
| Geodesistoj        | 1.170      | 3.839      | 56°19′48″N 158°40′12″E       | Olocene?              |
| Anaun              | 1.828      | 5.997      | 56°19′12″N 158°49′48″E       | Olocene?              |
| Uksičan            | 1.692      | 5.551      | 56°04′48″N 158°22′48″E       | Olocene?              |
| Ključevskaja Sopka | 4.750      | 15.253     | 56°03′21.6″N 160°38′38.4″E   | 30 Luglio 2025        |
| Kamen'             | 4.585      | 15.042     | 56°01′12″N 160°35′34.8″E     | Olocene?              |
| Bezymjannyj        | 2.882      | 9.455      | 55°58′40.8″N 160°35′13.2″E   | 2008                  |
| Bol'šoj Pajalpan   | 1.906      | 6.253      | 55°52′48″N 157°46′48″E       | Olocene?              |
| Zimina             | 3.081      | 10.108     | 55°51′43.2″N 160°36′10.8″E   | Olocene               |
| Tolbačik           | 3.682      | 12.080     | 55°49′48″N 160°19′48″E       | 1976                  |
| Udina              | 2.923      | 9.590      | 55°45′18″N 160°31′37.2″E     | Olocene?              |
| Malyj Pajalpan     | 1.802      | 5.912      | 55°49′12″N 157°58′48″E       | Olocene               |
| Ičinskaja Sopka    | 3.621      | 11.880     | 55°40′48″N 157°43′48″E       | 1740                  |
| Čerpuk Group       | 1.868      | 6.129      | 55°33′00″N 157°28′12″E       | 4550 a.C.?            |
| Achtang            | 1.956      | 6.417      | 55°25′48″N 158°39′00″E       | Olocene?              |
| Kizimen            | 2.376      | 7.795      | 55°07′48″N 160°19′12″E       | 1928                  |
| Šmidt              | 2.020      | 6.627      | 54°55′12″N 160°37′48″E       | Pleistocene           |
| Kronockij          | 3.528      | 11.575     | 54°45′10.8″N 160°31′37.2″E   | 1923                  |
| Bol'šoj Semjačik   | 1.720      | 5.643      | 54°19′12″N 160°01′12″E       | 4450 a.C.?            |
| Malyj Semjačik     | 1.560      | 5.118      | 54°07′48″N 159°40′12″E       | 1952                  |
| Karymskij          | 1.536      | 5.039      | 54°03′N 159°27′E             | in continua eruzione  |
| Bakening           | 2.278      | 7.474      | 53°54′18″N 158°04′12″E       | 550 a.C.              |
| Zavarickij         | 1.567      | 5.141      | 53°54′18″N 158°23′06″E       | 800 a.C. ± 500 anni   |
| Kostakan           | 1.150      | 3.773      | 53°49′48″N 158°03′00″E       | 1350?                 |
| Veer               | 520?       | 1.706?     | 53°45′N 158°27′E             | 390 d.C. ± 75 anni    |
| Dzenzur            | 2.285      | 7.497      | 53°38′13.2″N 158°55′19.2″E   | Olocene?              |
| Županovskij        | 2.958      | 9.705      | 53°35′24″N 159°08′49.2″E     | 1959                  |
| Aag                | 2.310      | 7.578      | 53°23′24″N 158°39′00″E       | Olocene?              |
| Korjakskij         | 3.456      | 11.338     | 53°19′12″N 158°41′16.8″E     | 2009                  |
| Avačinskij         | 2.741      | 8.993      | 53°15′18″N 158°49′48″E       | 2001                  |
| Bol'še-Bannaja     | 1.200      | 3.937      | 52°54′00″N 157°46′48″E       | Olocene               |
| Barchatnaja Sopka  | 870        | 2.854      | 52°49′22.8″N 158°16′12″E     | ca. 3550 a.C.         |
| Viljučinskij       | 2.173      | 7.129      | 52°42′00″N 158°16′48″E       | ca. 8050 a.C.         |
| Opala              | 2.475      | 8.120      | 52°32′34.8″N 157°20′06″E     | 1776                  |
| Asača              | 1.910      | 6.266      | 52°21′18″N 157°49′37.2″E     | Olocene?              |
| Mutnovskij         | 2.322      | 7.616      | 52°16′19.56″N 158°06′47.52″E | Olocene?              |
| Golaja             | 858        | 2.815      | 52°15′46.8″N 157°47′13.2″E   | Olocene?              |
| Otdel'nyj          | 791        | 2.595      | 52°13′12″N 157°25′40.8″E     | Olocene?              |
| Ostanest           | 719        | 2.359      | 52°08′45.6″N 157°19′19.2″E   | Olocene?              |
| Piratkovskij       | 1.322      | 4.337      | 52°06′46.8″N 157°50′56.4″E   | Olocene?              |
| Chodutka           | 2.090      | 6.857      | 52°03′46.8″N 157°42′10.8″E   | 300 a.C. ± 300 anni   |
| Olkovij            | 681        | 2.234      | 52°01′12″N 157°31′48″E       | Olocene?              |
| Ozernoj            | 562        | 1.844      | 51°52′48″N 157°22′48″E       | Olocene?              |
| Ksudač             | 1.079      | 3.530      | 51°48′22″N 157°31′55.92″E    | 1907                  |
| Belenkaja          | 892        | 2.926      | 51°45′00″N 157°16′12″E       | Olocene?              |
| Kell               | 900        | 2.953      | 51°39′N 157°21′E             | Olocene?              |
| Želtovskij         | 1.953      | 6.407      | 51°34′12″N 157°19′22.8″E     | 1923                  |
| Il'inskij          | 1.578      | 5.177      | 51°29′24″N 157°12′00″E       | 1901                  |
| Dikij Chrebet      | 1.070      | 3.510      | 51°27′00″N 157°58′12″E       | 350 d.C. ± 300 anni   |
| Košelev            | 1.812      | 5.945      | 51°21′25.2″N 156°45′00″E     | 1690 ± 10 anni        |
| Kambal'nyj         | 2.156      | 7.073      | 51°18′00″N 156°52′12″E       | 2017                  |